# Dirk Martens (journalist)
Dirk Martens (Antwerpen, 19 oktober 1951) is een Vlaamse beroepsjournalist, auteur en schilder.

## Biografie
Martens behaalde in 1976 het licentiaat vertaler Frans-Italiaans, met als eindwerk een Nederlandse vertaling van de roman Le città invisibili van de Italiaanse schrijver Italo Calvino.
Hij werkte van 1978 tot 2011 als redacteur bij de VUM-kranten: tot 1980 als bureauredacteur van De Standaard, van 1980 tot 1996 als stadsredacteur in Antwerpen en ten slotte als cultuurredacteur van Het Nieuwsblad. Van 2002 tot 2011 verzorgde hij elke vrijdag de kunst- en antiekpagina Art in De Standaard en in Het Nieuwsblad/De Gentenaar.
In 2006 werd hij genomineerd voor de 1ste internationale prijs voor kunstkritiek van de Stichting de Moffarts. In 2008 genomineerd voor de Prijs Geschreven Pers & Multimedia en de Aanmoedigingsprijs Art in the Media 2007 van diezelfde Stichting.
Sinds 2006 schildert hij landschappen in aquarel. Na acht jaar schakelde hij ook over op olieverf op doek.